# 勿吉

5世紀頃の東夷諸国と勿吉の位置。

勿吉（もっきつ、拼音：Wùjí）は、中国の南北朝時代に、高句麗の北から満洲地域に住んでいた狩猟民族で、現在の松花江から白頭山一帯に居住していたと思われる。粛慎・挹婁の末裔で、唐代における靺鞨の前身である。

## 名称
漢字表記名「勿吉」は、ある名称の音写と考えられるが、その原音が何であったかはわからない。しかし、いくつかの説がある。
フランスのシャヴァンヌ(Ed. Chavannes)はテオフィラクト・シモカッタの記録にある「Mukri（ムクリ）」を「勿吉(Muki)」に比定し、テオフィラクトの記録にある「MukriはTaugas（拓跋王朝）に隣接する極めて勇武の民族」という記述を、『北史』勿吉伝にある「勿吉国は高句麗の北にあり、東夷において最強である」という記述と結び付けた。中国の高凱軍は「挹婁、勿吉、靺鞨は夫余人や高句麗人の粛慎（しゅくしん）に対する呼び名であり、彼等の自称ではない」としている。

## 歴史
勿吉は、5世紀ごろ、松花江下流、黒竜江下流から沿海州付近にかけて一大勢力を持っていたツングース系の国である。6世紀半ばごろまで中華王朝に朝貢していたが滅び、以後、勿吉国の子孫は靺鞨（まっかつ）と呼ばれるようになった。勿吉と靺鞨は同じ音を移したものと考えられている。

### 南北朝時代
北魏の延興年間（471年 - 476年）、遣使の乙力支が北魏に朝献する。
太和（477年 - 499年）の初め、ふたたび乙力支が北魏に朝献し、馬500匹を貢納した。
太和9年（485年）、遣使の侯尼支が朝献。太和10年（486年）も入貢した。
太和12年（488年）、勿吉は遣使を送って楛矢方物を貢納した。
太和17年（493年）、遣使の婆非ら500余人が朝献。
景明4年（503年）、遣使の侯力帰らが朝貢。
東魏の興和2年（540年）6月、遣使の石久雲らが方物を貢納し、武定（543年 - 550年）に至るまで途絶えず。

### 隋代
隋の開皇（581年 - 600年）の初め、勿吉は遣使を送って隋に貢献した。
大業8年（612年）、煬帝（在位：604年 - 618年）が高句麗遠征（隋の高句麗遠征）を行った際、勿吉渠帥の突地稽はその部を率いて隋に降り、右光禄大夫を拝命し、翌大業9年（613年）の高句麗遠征に従軍して戦功を得る。
勿吉は勇敢なことで知られ、周辺諸国を頻繁に略奪しており、494年には夫余を滅ぼしている。『魏書』・『北史』では「東夷で最強」と評されている。
隋代以降からは「靺鞨」と表記され始め、「勿吉」と表記されなくなった。

## 習俗
勿吉の子孫たる靺鞨の7部族は、北は黒竜江下流から南は吉林地方まで広く分布した。南部の粟末（ぞくまつ）部は粟や麦、クロキビなどを栽培し、豚や馬などの家畜を飼って生活した。北部の黒水靺鞨は冷涼な気候のため、農業は不可能で、狩猟を生業とする伝統的な生活をしていた。黒水靺鞨がもっとも強健と言われ、のちに女真族と呼ばれるようになった。

### 衣食住
勿吉人の服装は挹婁人と同様、男性が猪（イノシシ）や犬（イヌ）の皮を着用し、女性が布製の裙（スカート）を着用した。猪（ブタ）を多く飼っており、食物は主にその猪を食す。また米を噛んで製造する酒、いわゆる「口噛み酒」を造って飲む。
住居は夏季は樹上に簡素な家を構え、それ以外の季節は塚状の穴居式住居に数家族～一族が居住した。方形や長方形のものが多く上部に入口があってそこから梯子を使って下へ降りる。また、散居せず2～3m程度の生垣を備えた円形の小城（周囲200～300m）の内側に構えられた住居も多い、城の大半は河川の近傍にある丘の頂上から発見されている。

### 人尿洗顔
挹婁人と同様、「人尿で手や顔を洗う」という風習があり、中国の史書では「諸夷で最も不潔」と評される。

### 毒矢
彼らの使用する毒矢は殺傷能力に優れており、命中すれば必ず死に至り、毒薬の製造過程で発生する湯気でも死に至るという。その毒薬の製造は毎年の7月8月に行われる。弓の長さは3尺、箭の長さは尺二寸、石（フリント質）を使って鏃（やじり）とした。

### 婚姻
初婚の夜、男は女の実家で女の乳房を手に取り、そして止める。この行為で婚約が成り、夫婦となる。

### 埋葬
人が春夏に死んだら遺体を埋め、その塚の上に屋を作って雨があたらないようにする。しかし、秋冬に人が死んだらその遺体を貂狩りの餌として使用するため、野に遺体を置いて貂に食わせ、そのすきに貂を捕獲する。この貂は勿吉の特産品であり、上質なので中国に重宝され、かつては「挹婁の貂」と称された。

### 言語
勿吉の言語について、中国の史書は「言語は独異」と記しており、当時の東北アジアの中でも独特の言語を使用していたことがわかる。
- ツングース系説…勿吉がのちの女真族（ツングース系）であること、比較言語学的研究により粛慎系の語彙がツングース系に近いということ[6]から、古くから支持されてきた説であり、現在では発掘調査による出土品から日用品や居住形態、食生活の連続性が確認されているため[2]、勿吉は女真の祖先であり、言語系統もツングース系とされる。
- 勿吉の言語はツングース語やモンゴル語系の言語と異なる可能性があるとも考えられている[7]。
- 古シベリア諸語系説…その独特の言語、習俗から、勿吉等の粛慎系の言語はツングース系ではなく、ニヴフ（ギリヤーク）などの古シベリア系ではないかとする説。セルゲイ・シロコゴロフ（英語版）[8]や三上次男[9]などが提唱している。

## 構成部族

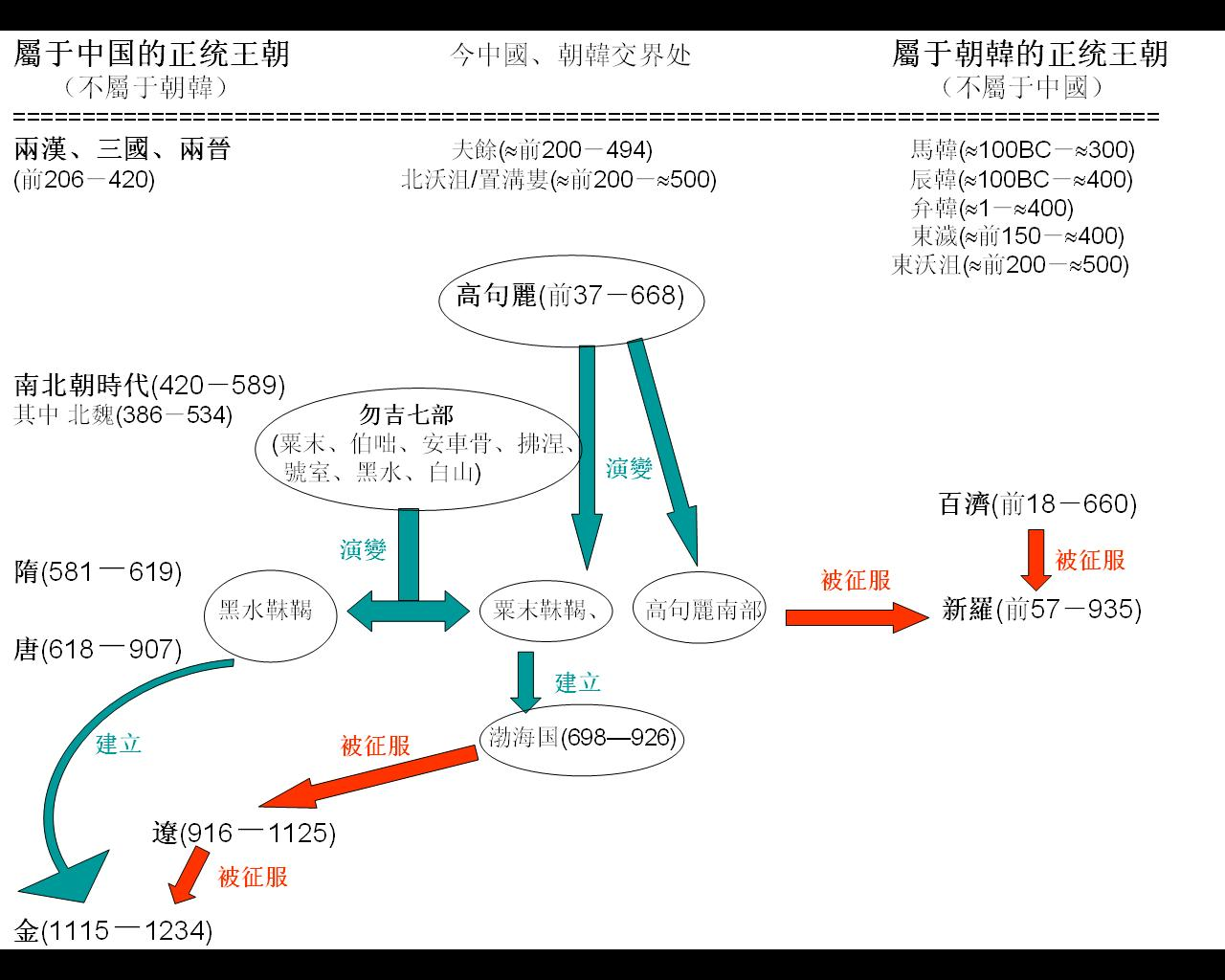
勿吉七部（靺鞨七部）の民族系統。勿吉七部（靺鞨七部）の粟末靺鞨の系統が渤海国に発展し、勿吉七部（靺鞨七部）の黒水靺鞨の系統が金に発展している。

- 粟末部…高句麗と接する。勝兵は数千、毎回高句麗を寇す。
- 伯咄部…粟末部の北に在り。勝兵は7千。
- 安車骨部…伯咄部の東北に在り。
- 拂涅部…伯咄部の東に在り。
- 号室部…拂涅部の東に在り。
- 黒水部…安車骨部の西北に在り。
- 白山部…粟末部の東南に在り。

## 参考資料
- 『魏書』列伝第八十八
- 『北史』列伝第八十二
- 『隋書』列伝第四十六
- 三上次男『古代東北アジア史研究』吉川弘文館、1977年。
- 内田吟風『北アジア史研究 鮮卑柔然突厥篇』同朋舎〈東洋史研究叢刊〉、1988年1月1日。ISBN 4810406261。
- 高凱軍『通古斯族系的興起』中華書局、2006年。
- 三上, 次男、神田, 信夫『東北アジアの民族と歴史』 3巻、山川出版社〈民俗の世界史〉、1989年。ISBN 4-634-44030-X。